# ¿Por qué te vas?
"¿Por Qué Te Vas?" é uma canção interpretada pela atriz e cantora mexicana Lucero. Foi lançada como o terceiro single do álbum Enamorada con Banda no dia 7 de Abril de 2017.

## Informações
"¿Por Qué Te Vas?" é uma canção do gênero banda e tem duração de três minutos e três segundos. Foi escrita por José Luis Perales e interpretada originalmente pela cantora britânica Jeanette em 1974 e se tornou um sucesso internacional quando foi incluída posteriormente no filme espanhol Cría Cuervos de 1976. Posteriormente, outros artistas chegaram a interpretar a canção como Lílian Knapp em 1978, e a banda brasileira Pato Fu em 1996.

## Lançamentos
Assim como o single anterior, "Me Gusta Estar Contigo", "¿Por Qué Te Vas?" foi lançado sem muito alarde pela artista. Ficou disponível no dia 7 de Abril de 2017 em plataformas digitais como Spotify e o iTunes Store.

## Videoclipe
O videoclipe da canção foi lançado em 27 de Abril de 2017, através do canal VEVO oficial da artista. Foi gravado durante sua coletiva de imprensa da divulgação do álbum, no Centro Cultural Roberto Cantoral.

## Formato e duração
- Download digital / streaming

1. "¿Por Qué Te Vas?" – 3:03

## Histórico de lançamentos
| País   | Data               | Formatos                   | Gravadora                               |
| ------ | ------------------ | -------------------------- | --------------------------------------- |
| México | 7 de Abril de 2017 | Download digital streaming | Fonovisa Records Universal Music Latino |